# داريل غيلمور
داريل غيلمور هو لاعب هوكي الجليد كندي، ولد في 13 فبراير 1967 في وينيبيغ في كندا.

## وصلات خارجية
- داريل غيلمور على موقع دوري الهوكي الوطني (الإنجليزية)
- داريل غيلمور على موقع EliteProspects.com (الإنجليزية)
- داريل غيلمور على موقع HockeyDB.com (الإنجليزية)